# Långtjärnet (Skillingmarks socken, Värmland)
Långtjärnet är en sjö i Eda kommun i Värmland och ingår i Göta älvs huvudavrinningsområde.